# Députés de la cinquième Assemblée des experts
Les députés de la 5ème Assemblée des experts, élus lors d'Élection de l'Assemblée des experts de 2016. Afin de selection des membres pour 88 sièges.

## Députés en fonction
88 candidats ont été élus en 26 février 2016, lors d'élections organisées au suffrage universel pour 8 ans, parmi aux 9 personnes ont décédé donc une élection partielle est organisé à côté d'élections législatives 2020
1. Mohammad Hossein Ahmadi Shahroudi (Khouzistan)
2. Mohsen Araki (Markazi)
3. Ali Islami (Qazvin)
4. Alireza Islamian (Tchaharmahal-et-Bakhtiari)
5. Mohsen Esmaili (Téhéran)
6. Mohammad Emami Kashani (Téhéran)
7. Ebrahim Amini (Téhéran)
8. Mohammad Bahrami Khoshkar (Kerman)
9. Ahmad Beheshti (Fars)
10. Ahmad Paravai Rick (Guilan)
11. Mohammad Taghi Pourmohammadi (Azerbaïdjan oriental)
12. Mohammad Ali Taskiri (Téhéran)
13. Majid Talbekhi (Qazvin)
14. Seyed Rahim Tavakol (Mazandéran)
15. Ahmad Jannati (Téhéran) (président de l'assemblée des experts, secrétaire du Conseil des gardiens) [3]
16. Mohammad Haji Abolghasem Dolabi (Zandjan)
17. Seyyed Mojtaba Hosseini (Khorassan-e Razavi)
18. Seyed Ali Hosseini Eshkevari (Guilan)
19. Seyyed Hashem Hosseini Bushehr (Bushehr)
20. Seyed Ahmad Hosseini Khorasani (Khorassan-e Razavi)
21. Seyed Abdolhadi Hosseini Shahroudi (Golestan)
22. Mohsen Heydari Al Kasir (Khouzistan)
23. Seyed Ahmad Khatami (Kerman)
24. Ghorban Ali Dori Najaf Abadi (Téhéran)
25. Seyed Ali Asghar Dastgheib (Fars)
26. Asgar Dirbaz (Azerbaïdjan occidental)
27. Seyed Ebrahim Raisi (Khorassan méridional) (Chef du pouvoir judiciaire)
28. Fayegh Rostami (Kurdistan)
29. Reza Ramazani (Guilan)
30. Hassan Rohani (Téhéran) (président de la République islamique d'Iran) [4]
31. Mohammad Hassan Zali (Téhéran)
32. Seyed Mohsen Saeedi Golpayegani (Ilam)
33. Ali Ahmad Salami (Sistan-et-Baloutchistan)
34. Abbas Ali Soleimani (Sistan-et-Baloutchistan)
35. Seyed Mohammad Shahcharaghi (Semnan)
36. Seyed Ali Shafiei (Khouzistan)
37. Seyyed Ruhollah Sadr al-Sadati (Hormozgan)
38. Seyyed Yousef Tabatabaeinejad (Ispahan)
39. Ghiasuddin Tahamohammadi (Hamedan)
40. Hassan Alemi (Khorassan-e Razavi)
41. Seyyed Hassan Ameli (Ardabil)
42. Abdul Mahmoud Abdollahi (Ispahan)
43. Mohammad Hadi Abdkhodaie (Khorassan-e Razavi)
44. Seyyed Ahmad Alam Alhedi (Khorassan-e Razavi)
45. Seyed Mahmoud Alavi (Téhéran)
46. Amanullah Aliradi (Kerman)
47. Abdul Karim Farahani (Khouzistan)
48. Seyed Mohammad Faghih (Fars)
49. Mohammad Feiz Sarabi (Azerbaïdjan oriental)
50. Zeinabedin Ghorbani (Guilan)
51. Seyed Ali Akbar Qureshi (Azerbaïdjan occidental)
52. Mohsen Qomi (Téhéran)
53. Mohsen Kazerouni (Alborz)
54. Abbas Kaabi (Khouzistan)
55. Ali Akbar Kalantari (Fars)
56. Sadeq Larijani (Mazandéran)
57. Ahmad Moghani (Lorestan)
58. Javad Mojtahed Shabestari (Azerbaïdjan occidental)
59. Mohsen Mojtahed Shabestari (Azerbaïdjan oriental)
60. Ahmad Mohseni Gorkani (Markazi)
61. Mohammad Mohammadi Reyshahri (Téhéran)
62. Mahmoud Mohammadi Irakien (Kermanchah)
63. Ali Moalemi (Mazandéran)
64. Morteza Moqtadaie (Ispahan)
65. Seyed Sharafuddin Malekhosseini (Kohguilouyeh-et-Bouyer-Ahmad)
66. Ali Malokuti (Azerbaïdjan oriental)
67. Mohammad Ali Movahedi-Kermani (Téhéran)
68. Seyed Mohammad Ali Mousavi Jazayeri (Khouzistan)
69. Seyed Mostafa Mousavi Faraz (Hamedan)
70. Fakhreddin Mousavi Nenkarani (Ardebil)
71. Seyed Abolhassan Mahdavi (Ispahan)
72. Seyed Mohammad Mehdi Mirbagheri (Alborz)
73. Aman Narimani (Kermanchah)
74. Abdul Nabi Namazi (Ispahan)
75. Hashem Niyazi (Lorestan)
76. Seyed Kazem Nourmafidi (Golestan)
77. Abolghasem Wafi Yazdi (Yazd)
78. Hashem Hashemzadeh Herisi (Azerbaïdjan oriental)
79. Seyed Mohammad Hosseini Shahroudi (Kurdistan) [5]

### Décédés et les alternatives élués en 2020
1. Akbar Hachemi Rafsandjani (Téhéran) (8 janvier 2017) ; Ali Momenpour  (élection intermédiaire le 23 février 2020)
2. Nasrollah Shahabadi (Téhéran) (10 mars 2018) ; Abbas Ali Akhtari (23 février 2020)
3. Seyed Abolfazl Mirmohammadi (Téhéran) (5 décembre 2009) ; Gholamreza Mesbahi Moghaddam (23 février 2020)
4. Seyed Hashem Bataei Golpayegani (Téhéran) (16 mars 2020)[6],[7]
5. Habibollah Mehman navaz (Khorassan septentrional) ; Gholamreza Fayazi (23 février 2020)
6. Assadollah Imani (Fars) (7 mai 2018) ; Lotfollah Dezkam (23 février 2020)
7. Seyyed Mahmoud Hashemi Shahroudi (Khorasan Razavi) (24 décembre 2018) ; Mohammad Taqi Mesbah Yazdi (23 février 2020)
8. Mohammed Mo'mén (province de Qom) (21 février 2018) ; Mohammad Yazdi (23 février 2020)
9. Nourollah Tabarssi (Mazandéran) (8 février 2020)